# Dario Van den Buijs
Dario Van den Buijs (Lier, 12 september 1995) is een Belgisch voetballer die bij voorkeur als centrale verdediger speelt. Hij staat sinds de zomer van 2021 onder contract bij RKC Waalwijk.

## Clubcarrière

### Jeugd
In januari 2011 werd hij verkozen bij de 16 beste talenten van een wedstrijd van Nike waaraan 100.000 jonge voetballers deelnamen. Hij mocht toen op wereldtournee en speelde wedstrijden tegen de jeugd van onder meer Juventus en Manchester United. Van den Buijs sloot zich vervolgens in de zomer van 2012 aan bij de jeugd van Club Brugge waar hij de jeugdreeksen doorliep. In het seizoen 2014/15 mocht hij enkele keren plaatsenemen op de bank bij het eerste elftal. Dit gebeurde bij wedstrijden in de competitie, beker en UEFA Europa league. Tot een officieel debuut bij het eerste elftal kwam het echter niet.

### Actief in Nederland
In juni 2015 tekende Van den Buijs met het oog op meer speelkansen een driejarig contract bij de Nederlandse tweedeklasser FC Eindhoven. Op 24 augustus 2015 debuteerde de linksbenige centrumverdediger in de Jupiler League op de vierde speeldag tegen Jong Ajax. Van den Buijs mocht na 61 minuten invallen voor Ivo Rossen. De wedstrijd eindigde op 0-0. Van den Buijs werd al snel basisspeler bij de Eindhovense club, zeker in zijn tweede seizoen brak hij volledig door. Zo maakte hij dat seizoen als verdediger 9 doelpunten in de competitie.
Hij verhuisde in 2017 van FC Eindhoven naar eersteklasser Heracles Almelo waar hij een contract tot 2020 tekende. In zijn eerste seizoen werd Van den Buijs vooral als invaller gebruik door coach John Stegeman. Nadat de Duitse coach Frank Wormuth vanaf het seizoen 2018/19 overnam wist hij zich wel te verzekeren van een basisplaats centraal in de defensie. In het seizoen 2019/20 verdween Van den Buijs opnieuw wat uit beeld en kon hij nog maar weinig op een basisplaats rekenen. Uiteindelijk werd dan ook beslist om zijn aflopende contract niet te verlengen waardoor hij de club aan het eind van het seizoen transfervrij kon verlaten.

### Beerschot
Op 15 juni 2020 werd bekendgemaakt dat hij een contract van drie jaar tekende bij Beerschot Voetbalclub Antwerpen. Door een tekort aan speelminuten werd de keuze gemaakt om Van den Buijs gedurende de tweede seizoenshelft van het seizoen 2020/21 uit te lenen aan het Nederlandse Fortuna Sittard. Na hier 9 competitiewedstrijden gespeeld te hebben sloot hij in de voorbereiding van het seizoen 2021/22 opnieuw aan bij Beerschot waar hij zich kon bewijzen voor de nieuwe trainer Peter Maes. In de eerste competitiewedstrijd tegen Cercle Brugge startte Van den Buijs in de basis.

### RKC Waalwijk
In de zomer van 2021 werd hij getransfereerd naar RKC Waalwijk.

## Statistieken
| Seizoen                        | Club              | Competitie      | Competitie | Competitie | Beker | Beker | Internationaal | Internationaal | Totaal | Totaal |
| Seizoen                        | Club              | Competitie      | Wed.       | Dlp.       | Wed.  | Dlp.  | Wed.           | Dlp.           | Wed.   | Dlp.   |
| ------------------------------ | ----------------- | --------------- | ---------- | ---------- | ----- | ----- | -------------- | -------------- | ------ | ------ |
| 2015/16                        | FC Eindhoven      | Eerste divisie  | 30         | 1          | 1     | 0     | 0              | 0              | 31     | 1      |
| 2016/17                        | FC Eindhoven      | Eerste divisie  | 28         | 8          | 2     | 0     | 0              | 0              | 30     | 8      |
| 2017/18                        | Heracles Almelo   | Eredivisie      | 9          | 0          | 1     | 0     | 0              | 0              | 10     | 0      |
| 2018/19                        | Heracles Almelo   | Eredivisie      | 28         | 1          | 2     | 0     | 2              | 0              | 32     | 1      |
| 2019/20                        | Heracles Almelo   | Eredivisie      | 12         | 1          | 3     | 0     | 0              | 0              | 15     | 1      |
| 2020/21                        | Beerschot         | Eerste Klasse A | 18         | 0          | 0     | 0     | 0              | 0              | 18     | 0      |
| 2020/21                        | → Fortuna Sittard | Eredivisie      | 9          | 0          | 0     | 0     | 0              | 0              | 9      | 0      |
| 2021/22                        | Beerschot         | Eerste Klasse A | 5          | 0          | 0     | 0     | 0              | 0              | 5      | 0      |
| 2021/22                        | Fortuna Sittard   | Eredivisie      | 6          | 0          | 0     | 0     | 0              | 0              | 6      | 0      |
| 2021/22                        | RKC Waalwijk      | Eredivisie      | 15         | 0          | 1     | 0     | 0              | 0              | 16     | 0      |
| 2022/23                        | RKC Waalwijk      | Eredivisie      | 26         | 3          | 0     | 0     | 0              | 0              | 13     | 3      |
| 2023/24                        | RKC Waalwijk      | Eredivisie      | 17         | 0          | 1     | 0     | 0              | 0              | 18     | 0      |
| Carrière totaal                | Carrière totaal   | Carrière totaal | 203        | 14         | 11    | 0     | 2              | 0              | 216    | 14     |
| Bijgewerkt op 3 februari 2024. |                   |                 |            |            |       |       |                |                |        |        |

## Familie
Hij is de zoon van Stan Van den Buijs, scout bij Standard Luik en voormalig profvoetballer. Hij heeft nog een oudere broer die als voetballer actief is bij amateurclub Koninklijke Lyra-Lierse Berlaar
1 Houwen ·
2 Lelieveld ·
3 Van den Buijs ·
4 Van Gelderen ·
5 Familia-Castillo ·
6 Oukili ·
7 Cleonise ·
8 Vroegh ·
9 Zawada  ·
11 Jakobsen ·
13 Kesting ·
14 Lokesa ·
16 Spenkelink ·
17 Van Eijma ·
18 Van der Water ·
19 Margaret ·
20 Takidine ·
21 Van Osch ·
22 Van de Loo ·
23 Van der Venne ·
24 Roemeratoe ·
28 Meijers ·
29 Kramer ·
30 Weidmann ·
31 Vogels ·
32 El Yaakoubi ·
33 Al Mazyani ·
34 Wouters ·
35 Felida ·
52 Ihattaren ·
Coach: Fraser
· Assistent-coach: Auassar
· Assistent-coach: Roorda
· Keeperstrainer: Tinus